# بن ماضی
بُن گذشته، سِتاک گذشته، ماده گذشته، ریشه گذشته، یا بن ماضی یکی از دو گونهٔ بن در دستور زبان فارسی است.
فعل در زبان فارسی دارای دو بخش بن و شناسه است. بنِ فعل جزء اصلی و دربرگیرندهٔ معنای فعل است و شناسه بیان‌کنندهٔ تعداد و شخص.
برای رسیدن به بن ماضیِ فعل، لازم است که «ن» را از آخر مصدر آن فعل حذف کنیم؛ و این روش آسان‌ترین روش است. چند نمونه:
- خواندن: خواند
- دیدن: دید
- رفتن: رفت
- شدن: شد
- گفتن: گفت
- شنیدن: شنید
- خوردن: خورد
- بردن: برد